# Gem
Gem, Ğem, Cem o Djem (Edirne, 23 de desembre de 1459- Càpua, 25 de febrer de 1495) fou un pretendent de l'Imperi Otomà, fill de Mehmet II i de la princesa Cicek Khatun, possiblement d'origen serbi.
Fou governador de Kastamonu després del 1469; el 1473 fou governador interí de Rumèlia mentre el seu pare anava a lluitar contra l'ak koyunlu Uzun Hasan i en no tenir notícies del seu pare va voler ocupar el poder però l'intent va acabar en res, ja que Mehmet II va retornar; el sultà va perdonar al fill però va fer executar als seus dos consellers (lala) Kara Sulayman o Nasuh. Després va substituir al seu germà Mustafà, que va morir, com a governador del Beylik de Karaman-oğlu amb seu a Konya. Tenia el suport del gran visir Karamani Mehmed Paixà (1476-1481); el seu germà Baiazet II va esdevenir cap de l'oposició al gran visir.
Mort Mehmet II el 3 de maig de 1481, els enemics del gran visir, amb el suport dels geníssers, van enderrocar a Karamani Mehmed Pasha i van cridar al poder a Baiazet II que va arribar a la capital el 21 de maig i fou proclamat sultà. El 27 de maig Gem es va apoderar d'Inegöl amb un exèrcit de 4.000 homes, i després de derrotar a un exèrcit del seu germà dirigit pel visir Ayas Pasha, a Brusa on es va proclamar sultà i va fer llegir la khutba en nom propi, emetent tanmateix moneda. Va proposar un repartiment de l'imperi que fou rebutjat.
Derrotat a Yenishehir (20 de juny de 1481) va fugir a Konya on va arribar el dia 25, passant tot seguit a Tars, ja en territori dels mamelucs egipcis (9 de juliol de 1481).
El 25 de setembre de 1481 era al Caire i fou rebut pel sultà Qàït-bay; va fer el pelegrinatge a la Meca i va retornar al Caire el 20 de febrer de 1482. Llavors fou cridat pel rebel sandjakbeg d'Ankara, Mehmet Pasha, i pel pretendent karamànida Kasim Beg i amb autorització del sultà mameluc va retornar a territori otomà. Inicialment, junt amb Kasim Beg, va assetjar Konya. Derrotat i mort Mehmet Pasha a Çubuk-Owa prop d'Ankara, Gem va decidir renunciar a Konya per marxar contra Ankara; però llavors va arribar un exèrcit de Baiazet II i es va haver de retirar cap a Tash-eli al Karaman (17 de juny de 1482) i va negociar amb el seu germà l'obtenció d'algunes províncies de l'imperi que li fou refusat (però li va oferir una pensió anual). Llavors es va acollir al castell de Bodrum.
Gem va pactar (11 de juliol de 1482) amb el Gran Mestre de l'Orde del Cavallers de Rodes, Pierre d'Aubusson (al que ja coneixia del seu temps de governador del Karaman), per ser traslladat a Rumèlia per mar. Va arribar a Rodes el 30 de juliol de 1482; Gem fou enviat (1 de setembre de 1482) a les cases de l'orde a França oficialment com a pas per anar a Hongria; el 7 de setembre de 1842 Baiazet va signar un acord de pau amb els cavallers, força favorable a aquestos, i poc després un complement del tractat pel qual Gem havia de quedar retingut (6 de desembre) i el sultà pagaria unes elevades despeses pel manteniment de Gem. El fill de Gem, Oghuz Khan, de 3 anys, que era en territori otomà, i l'home fort de l'imperi, Gedük Ahmed Pasha, foren executats.
Gem va quedar durant set anys a les cases de l'orde hospitalària al Regne de França. El 1487 el van empresonar a la Torre Grossa o Torre de Zizim, prop de Bourganeuf, construïda especialment. Finalment el Papa Innocenci VIII va acordar que fos traslladat a Roma on va arribar el 4 de març de 1489 i fou rebut pel papa el 10 de març de 1489 al que va demanar ser enviat (amb la seva família que era a Rodes) a Egipte i es va queixar del trencament pels cavallers de la seva promesa de portar-lo a Rumèlia.
Baiazet va enviar diverses ambaixades per aconseguir que Gem restés a Roma i no fos entregat a Maties Corví d'Hongria que preparava una croada contra els otomans.
Carles VIII de França va anar a Roma el 1494 i va obligar el Papa a entregar-li a Gem al que volia pels seus propis projectes de croada (27 de gener de 1495). Gem va acompanyar al rei francès a l'expedició contra Nàpols però durant el trajecte es va posar malalt i va morir a Càpua (25 de febrer de 1495); els rumors assenyalaven que havia estat enverinat pel Papa. Baiazet va conèixer la notícia pels venecians (20 d'abril) i va fer llegir proclames anunciant la notícia per tot l'Imperi. Finalment fou enterrat al mausoleu del seu germà Mustafà a Brusa. El seu fill Murat, refugiat a Rodes, fou capturat quan l'illa fou conquerida i executat el 27 de desembre de 1522; la seva esposa i dues filles foren enviades a Istanbul.